# Dom otwartych drzwi
Dom otwartych drzwi – ósmy solowy album poznańskiego rapera donGURALesko. Wydawnictwo ukazało się 24 listopada 2017 nakładem wytwórni muzycznej Szpadyzor Records w dystrybucji My Music. Nagrania wyprodukowali The Returners, White House, Mały72 oraz Tailor Cut.
Album uzyskał status złotej płyty.

## Lista utworów
Opracowano na podstawie materiału źródłowego.
| Nr  | Tytuł utworu          | Producent           | Długość |
| --- | --------------------- | ------------------- | ------- |
| 1.  | „Wew”                 | White House         | 1:37    |
| 2.  | „Gdybym”              | Tailor Cut          | 5:03    |
| 3.  | „Taka Sytuacja”       | The Returners       | 3:20    |
| 4.  | „Dom Otwartych Drzwi” | Tailor Cut          | 3:58    |
| 5.  | „Modern Talking”      | White House         | 4:27    |
| 6.  | „Tratwa Meduzy”       | White House         | 4:20    |
| 7.  | „Parę Słów”           | The Returners       | 3:49    |
| 8.  | „Wyspa Kormoranów”    | White House, Mały72 | 3:17    |
| 9.  | „Poczekaj Moment”     | The Returners       | 4:07    |
| 10. | „Cegła w Murze”       | The Returners       | 4:16    |
| 11. | „O'Kruca”             | The Returners       | 3:25    |
| 12. | „Parawany”            | White House         | 3:43    |
| 13. | „Książki Ważkie”      | White House         | 3:57    |
| 14. | „Wielki Świat”        | Tailor Cut          | 3:38    |
| 15. | „Wyw”                 | White House         | 4:25    |
|     |                       |                     | 57:22   |

## Twórcy
W nawiasach podano numery utworów.
| - donGURALesko - zdjęcia, słowa, rap - Przemysław Ślużyński - realizacja nagrań, miksowanie, mastering - Łukasz "Limps" Koniecko - projekt i skład okładki - Benjamin Górny - typografia - Gloria Górna - typografia - Sofia Górna - typografia - Michał Kwiatek - producent wykonawczy |  | - DJ Kostek - scratche (4, 6, 8, 15) - The Returners - produkcja, scratche (3, 7, 9, 10, 11) - Tailor Cut - produkcja (2, 4, 14) - White House - produkcja (1, 5, 6, 8, 12, 13, 15) - Mały72 - produkcja (8) |

Nagrania zrealizowane zostały w MM Studio w Poznaniu.